# Фудзита, Хисанори
Хисанори Фудзита (яп. 藤田 尚徳 Фудзита Хисанори, 30 октября 1880 — 23 июля 1970) — японский адмирал, а позднее — Камергер Японии (персональный помощник Императора Японии) в заключительный период Второй мировой войны.
Фудзита окончил Японский военно-морской колледж (англ. Japanese Naval Staff College). С 1 декабря 1924 года — командир корабля «Кирисима». С 1929 года — вице-адмирал, командир Йокосукского военно-морского арсенала. С 1932 года — заместитель министра военно-морского флота, с 1936 года — начальник штаба военно-морского округа Куре (англ. Kure Naval District). Ушёл в отставку в 1937 году в звании адмирала флота.
В 1943 году Фудзита стал директором храма Мэйдзи. С 29 августа 1944 по 3 мая 1946 года занимал должность Камергера Японии. Уйти в отставку с должности Камергера его вынудил Дуглас Макартур, ассоциировавший его с японской военной кастой. Также в 1945—1946 годах исполнял обязанности министра — хранителя печати.